# Pou d'Ordins
El Pou d'Ordins és un pou natural del terme d'Abella de la Conca, al Pallars Jussà, a prop de l'extrem oest del terme, limítrof amb Conca de Dalt (antic terme d'Hortoneda de la Conca.
Està situat a Ordins, a 1.320 m d'altitud, al vessant nord-oest de la Roca de Monteguida, al sud-oest de la Collada del Trumfo. Pertany a la partida d'Ordins.
Amb una boca estreta, d'1,5 per 1,75 m., fa una forta rampa de baixada d'uns 7 metres que mena a una sala oval, aproximadament de 18 per 25 metres quadrats, amb formacions litogèniques al sostre, parets i terra. Segons alguns testimonis, havia servit algun cop per a encabir-hi ramats d'ovelles durant les tempestes. Fins a 300, se n'hi havien recollit.

## Etimologia
En aquest cas, el mot comú pou és utilitzat com a sinònim d'avenc, sobretot per la verticalitat d'aquesta cavitat subterrània i la dificultat de penentrar-hi. La segona part del topònim és a causa del nom del lloc on es troba, la partida d'Ordins.